# سوئیتیر
سوئیتیر (انگلیسی: Souitir) یک روستا در استان مدنین کشور تونس است.